# 왕푸징역
왕푸징역(중국어: 王府井站)은 베이징시 둥청구 둥화먼 가도에 위치한, 1호선과 건설중인 8호선 3기의 지하철역으로, 1호선 번호는 118번이다. 톈안먼 동역에서 0.9 km, 둥단 역에서 0.7 km 떨어져 있다. 1호선 왕푸징 역은 “欣欣向荣”을 주제로 노란색으로 장식되었다.

## 위치

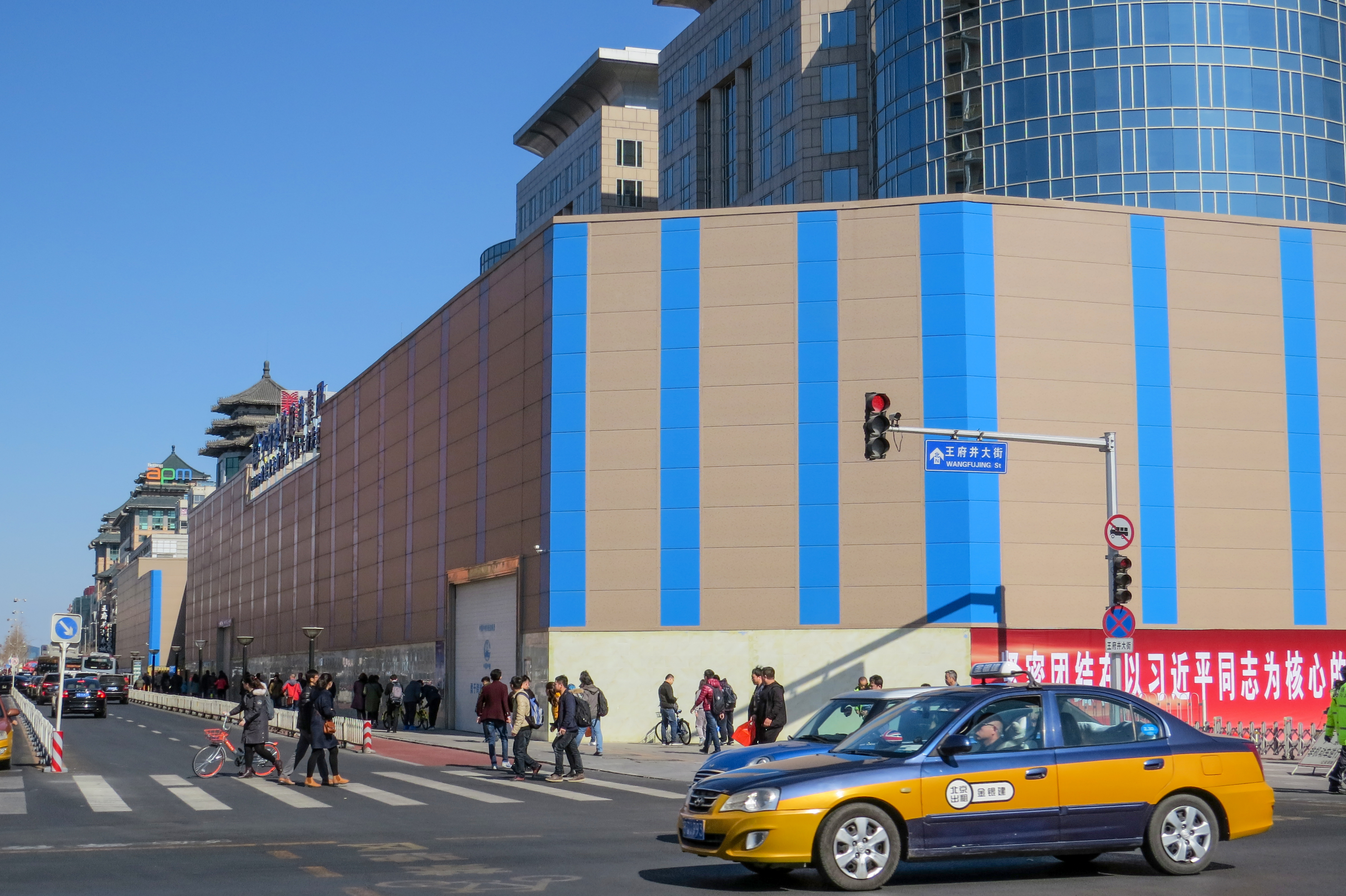
왕푸징로 북동쪽 길목 8호선역 공사장

이 역은 왕푸징 대가(王府井大街)와 창안가(长安街) 교차로에 위치한다. A출구에는 왕푸징 고인류문화유적박물관이 있다.

## 역 구조

### 층별 구조
| 지면층           | 둥창안가                        | 지하통로입구                              |  |
| 지하 1층         | 지하 통로                       | 출구, 둥팡신톈지 지하철층                 |  |
| 지하 2층         | 대합실                          | 개집표기, 자동판매기, 이카통(一卡通) 충전 |  |
| 지하 3층         | 궤도                            | ← ■ 지하철 1호선 핑궈위안 방면(톈안먼둥)  |  |
| 지하 3층         | 섬식 승강장, 왼쪽 출입문이 열림 |                                           |  |
| 지하 3층         | 궤도                            | → ■ 지하철 1호선 쓰후이둥 방면(둥단)      |  |
| 지하 4층(공사중) |                                 | ← ■ 8호선 주신좡 방면(진위후퉁)           |  |
| 지하 4층(공사중) | 섬식 승강장, 왼쪽 출입문이 열림 |                                           |  |
| 지하 4층(공사중) | → ■ 8호선 잉하이 방면(첸먼)     |                                           |  |

### 대합실

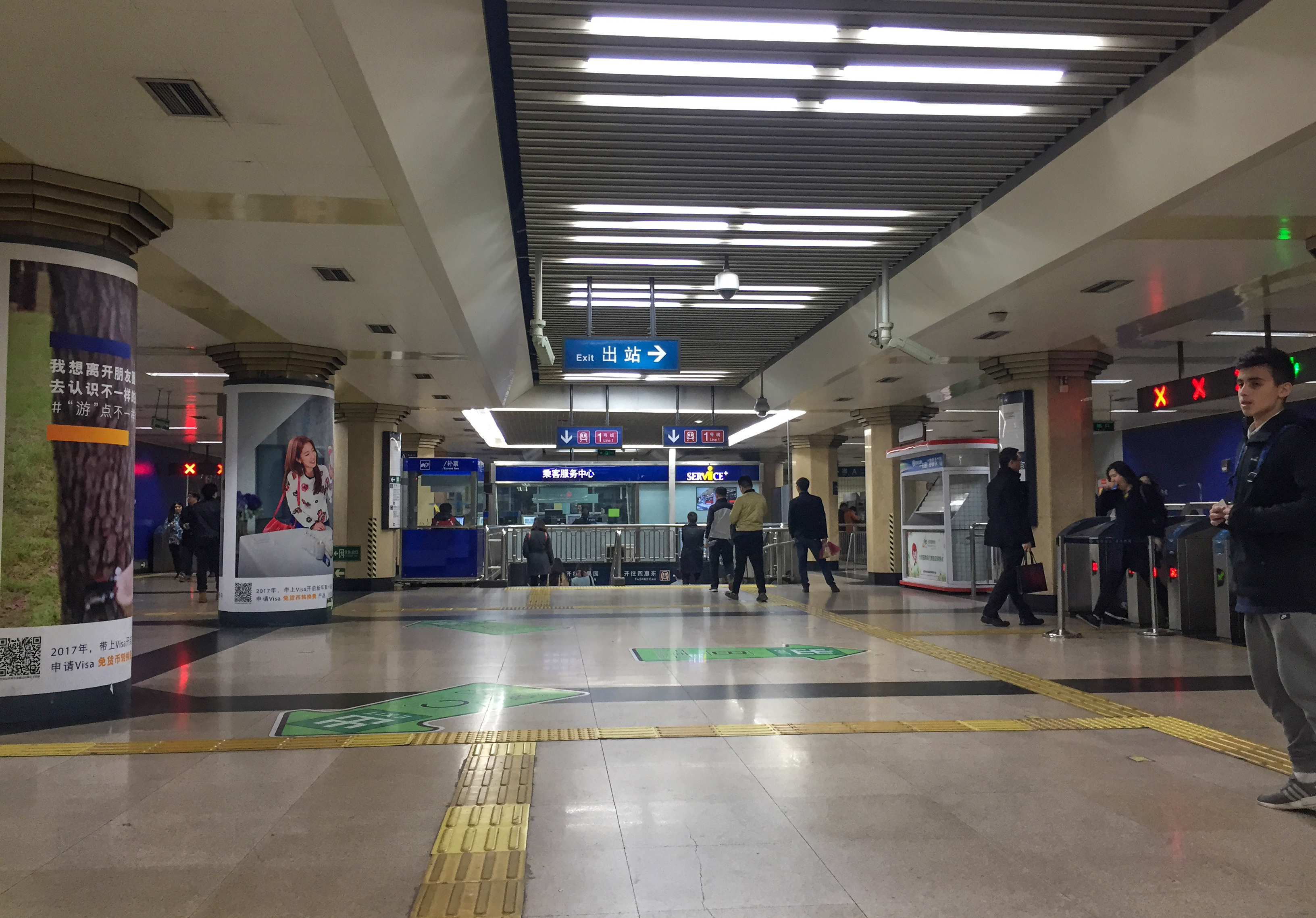
대합실

1호선 왕푸징역 대합실은 둥창안가 지하에 위치하고, 둥창안가를 가로지르는 2개의 지하통로가 있다. 건설중인 8호선 대합실은 왕푸징 대가와 둥창안가 교차로 북쪽의 지하에 있다.

### 승강장
1호선 왕푸징 역은 둥창안가 아래에 섬식 승강장으로 설치되어, 현재는 난간형 스크린도어가 설치되어, 2017년 7월 23일에 정식으로 개통하였다. 8호선은 왕푸징 대가 아래에 1호선을 가로지르는 섬식 승강장으로 설치될 계획이다.

### 출구
이 역에는 총 3개의 출구가 있다.: A동북(둥팡신톈디(东方新天地)로 이어짐), B동남, C서남. 이중 B,C출구는 각각 왕푸징로 길목 동·서쪽 지하통로 내에 위치한다. 지하통로 출구에 따라 B1(동북동), B2(동남동), B3(동남서), C1(서북서), C2(서북동), C3(서남동), C4(서남서) 출구로 나뉜다.
|                                      |                                                                     |      |      |
|                                      |                                                                     |      |      |
| 출구                                 | 출구 인근                                                           | 사진 | 사진 |
| 出口 · A                             | 둥팡 광장(东方广场) 내부, 왕푸징 고인류문화유적박물관               |      |      |
| 出口 · B · 1                         | 둥창안가(북쪽), 왕푸징 대가(동쪽), 둥팡 광장, 궁메이 빌딩(工美大厦) |      |      |
| 出口 · B · 2                         | 둥창안가(남쪽), 중화인민공화국 상무부                               |      |      |
| 出口 · B · 3                         | 둥창안가(남쪽), 타이지창 대가(동쪽)                                 |      |      |
| 出口 · C · 1                         | 둥창안가(북쪽), 북경반점(北京饭店), 북경귀빈로반점(北京贵宾楼饭店)  |      |      |
| 出口 · C · 2                         | 둥창안가(북쪽), 왕푸징 대가(서쪽), 북경반점, 신옌사진가 쇼핑플라자  |      |      |
| 出口 · C · 3                         | 둥창안가(남쪽), 타이지창 대가(서쪽), 중국인민대외우호협회           |      |      |
| 出口 · C · 4                         | 둥창안가(남쪽), 창안 빌딩, 중국방직공업연합회                       |      |      |
| 아이콘 설명: 경사로 \| 휠체어 리프트 |                                                                     |      |      |